# Jordi
|  | Per a altres significats, vegeu «Jordi (desambiguació)». |

Jordi és un nom propi masculí, força estès entre els catalanoparlants, i en general, a la majoria de països tradicionalment de religió cristiana (en la forma pròpia de cada idioma). A Catalunya hi ha 72.772 persones amb aquest nom a data de 2020.

## Etimologia
Prové del nom grec "Γεώργιος" que té el seu origen en la unió de les paraules "γε" terra i "εργον" treballar i ve a significar: "aquell que treballa la terra", pagès; sovint amb el significat de viticultor o jardiner.

## Traduccions
- Albanès: Gjergj
- Alemany: Jörg, Georg, Jürgen, Jorn, Jurgen, Gorgel, Görries (s. XVI), Görris (s. XVI), Jeorg, Jorg, Gorg, Gerg,
  - dialecte suau: Schorsch, Jörg
  - dialecte austríac: Girgel
  - baix alemany: Gorch
  - dialecte silesi: George, Georgius, Jorge, Jörg, Jurg, Jürge, Jurge, Jörgl, Gurge
- Amhàric: ጊዮርጊሰ
- Anglès: George, Jorin, Yorick; diminutius: Geordie, Geordi, Georgie
- Àrab: جرجس (Jirjis), جرجيس (Jirjís), ﺟﻮﺭﺝ (Jurj)
- Aragonès: Chorche
- Armeni: Գէորգ
- Asturià: Xurde
- Basc: Gorka (forma inventada per Sabino Arana), Jurgi, Jurtzi (formes medievals)
- Búlgar: Георги, Джордж
- Català: Jordi
- Castellà: Jorge
- Coreà: 영국왕의 이름, 조지상, 갈색 토기의 큰 물주전자, 성 조지, 자동 조종 장치, 근사한 것], 근사한 사람, 뛰어난 것, 뛰어난 사람
- Còrnic: Jory; diminutius: Jord, Jorj, Joran
- Cors: Ghjorghju; diminutius: Giogi, Giorgetti
- Copte: Γεώργιος
- Croat: Jure, Juraj, Georgije
- Danès: Jørgen, Georg, Jørn, Jörn, Jorck, Jorre, Jory, Joris
- Eslovac: Džordž, Juraj
- Eslovè: Jure, Georgius, Jurij, Juraj
- Esperanto: Georgo
- Estonià: Jüri
- Feroès: Jorgen
- Finès: Yrjö, Jorre, Jyrki, Jori, Yjo, Yrjänä
- Francès: Georges, Jorioz (a Saboya), Jore (a Normandia); diminutius: Jojo, Zizi
- Frisó: Jörn, Joren, Jurg; diminutiu: Joris
- Furlà: Zorç
- Gaèlic escocès: Seòras, Seòrsa, Deòrsa, Dod
- Gal·lès: Siôrs, Siôr, Siors, Siorys
- Gallec: Xurxo
- Georgià: გიორგი
- Grec: Γεώργιος, Γιώργος
- Hawaià: Keoki
- Hebreu: בוסתנאי (Bustenai, equivalent arameu que significa jardiner o granger)
- Hongarès: György, Gyuri, Gyurika
- Ídix: Georg
- Islandès: Jörgen, Georg
- Irlandès: Seoirse
- Italià: Giorgio, Iorio; diminutius: Gino, Giorgino
- Japonès: ジョージ (George ang.), ジョルジョ (Giorgio it.), ゲオルギオス (Γεώργιος gri.), ヨルゴス (Γιώργος gri.), イェーオリ (Georg sue.), ホルヘ (Jorge esp.), イジー (Jiří che.), ギオルグ i ギオル (Georg dan.), ヨーウエン (Jørgen dan.), ヨーアン (Jorn dan.), ジェルジ (György hun.), ジョルジュ (Georges fra. i George neerlandès), ジョルジェ (Jorge por.), ゲオルギウス (Georgius lat.), ゲオルギイ (Георгий rus.), ユーリイ(Юрий rus.), ゲオルク (Georg ale.), ジョルデイ(Jordi cat.)
- Llatí: Georgius
- Letó: Juris, Jurģis, Georgs, Jorens
- Lituà: Jurgis
- Maltès: Ġorġ
- Manx: Shorys
- Maori: Hori
- Neerlandès: Joris, Joren, Sjors, Jorre, Goris, Ioris, Jurg, Youri, Joeri
- Noruec: Georg, Jörgen
- Occità: Jòrdi, Jordi (antic), Jòrgi, Jòrli, Jòri
- Persa: ﺟﻮﺭﺝ
- Polonès: Jerzy,; diminutiu: Jurek
- Portuguès: Jorge
- Romanès: Gheorghe, Iorghu, Iorgu; diminutius: Gheorgan, Gheorghian, Ganea, Ghica, Gorghie, Gorghe, Gog, Goga, Gogan, Gogancea, Gogea, Gogotă, Gogu, Giura, Giurău, Giurcan, Iorga, Iordache, Iorgan, Iorgu, Iorgache, Iuca, Iorda, Giurgiu, Giurgică, Giurgilă, Jurj, Jury, Jurg, Jurga, Jurja, Jura, Iurg, Iurga, Iuga, Gociu, Gorea, Gaţa, Goţi, Gotea, Gheţea, Zorez, George, Gică, Egor, Ghera, Gherea
- Rus: Юрий, Георгий, Егор, Егорий, Джордж; diminutius: Гога, Гора, Гоша, Юра, Жора, Жорочка, Гошенька, Жорка, Гошка
- Serbi: Ђорђе
- Serbocroat: Džordž
- Sòrab: Jurij
- Suec: Göran, Örjan, Jörgen, Jöran, Georg, Goran
- Sundanès: Jurgis
- Turcman: Jorj
- Turc: Jorj
- Txec: Jiří; diminutius: Jíra, Jirka, Jiřík, Jiříček, Jiroušek, Jiran, Jiránek
- Ucraïnès: Георгій, Георгіие, Юра, Джордж
- Xinès simplificat: 乔治 (George ing.), 佐殊 (Georges fr.), 豪尔赫 (Jorge es.), 霍尔蒂 (Jordi cat.)
- Xinès tradicional: 喬治 (George ing.), 豪爾赫 (Jorge es.), 霍爾蒂 (Jordi cat.)

## Història
A occident, el nom es coneix a partir del s. X arran de les croades. El nom es va estendre a causa de la popularitat de Sant Jordi i la seva Llegenda Àuria, llegenda que es va crear a les corts europees en el segle xiii.
A l'edat mitjana, els cavallers anglesos solien entrar en batalla al crit de "by George", encomanant-se a Sant Jordi i cercant-ne suport com a sant patró dels cavallers. Avui en dia se segueix fent servir l'expressió, però en el sentit de per tots els diables o ostres. De mode semblant, entre els cavallers catalans i occitans, es feia servir el crit de guerra "Sant Jordi! Firam! Firam!"
El nom ha romàs sorprenentment popular en els últims 1000 anys. Només cal veure l'important nombre de traduccions i variants que posseeix el nom en diferents llengües i dialectes.

## Curiositats
- En anglès, entre els pilots, és habitual referir-se al pilot automàtic com a George ("Jordi").
- En la Segona Guerra Mundial, el nom en clau per al caça japonès Kawanishi N1K-J era George.
- Existeix també una malaltia estranya anomenada síndrome de Di George.

## Personatges famosos

### Monarques
- Reis de Bohèmia:
  - Jordi de Bohèmia, (rei, 1458-1471) també anomenat Jordi de Podebrady
- Tsars de Bulgària:
  - Jordi I de Bulgària (tsar, 1280-1292)
  - Jordi II de Bulgària (tsar, 1322-1323)
- Reis de Geòrgia:
  - Jordi I de Geòrgia (rei, 1014-1027)
  - Jordi II de Geòrgia (rei, 1072-1089)
  - Jordi III de Geòrgia (rei, 1156-1184)
  - Jordi IV de Geòrgia (rei, 1213-1222)
  - Jordi V de Geòrgia (rei, 1304-)
  - Jordi VI de Geòrgia (rei, -1346)
  - Jordi VII de Geòrgia (rei, 1396-1407)
  - Jordi VIII de Geòrgia (rei)
  - Jordi IX de Kartli (rei)
  - Jordi X de Kartli (rei)
  - Jordi XI de Kartli (rei, 1703-1709)
  - Jordi XII de Kartli i Kakhètia (rei, 1798-1801)
- Reis de Grècia:
  - Jordi I de Grècia (rei 1863-1913)
  - Jordi II de Grècia (rei)
- Reis de Hannover:
  - Jordi V de Hannover (rei 1851-1866, †1878)
- Reis d'Anglaterra:
  - Jordi I d'Anglaterra (rei, 1714-1727)
  - Jordi II d'Anglaterra (rei, 1727-1760)
  - Jordi III d'Anglaterra (rei, 1760-1820)
  - Jordi IV del Regne Unit (rei, 1820-1830)
  - Jordi V del Regne Unit (rei, 1910-1936)
  - Jordi VI del Regne Unit (rei, 1936-1952)
- Reis de Saxònia:
  - Jordi I de Saxònia (rei, 1902-1904)
- Reis de Sèrbia i Montenegro, casa de Karađorđević:
  - Pere II de Iugoslàvia Karadjordjević (rei, 1923-1970)
- Patriarques i Papes:
  - Jordi I (patriarca de Constantinoble, 679-686)
  - Ignasi Jordi V (patriarca d'Antioquia, 1874-1891)

### Prínceps, ducs i comtes
- Albània:
  - Gjergj Kastrioti (príncep, 1405-1468)
- Marcgraviat de Baden:
  - Jordi Federic de Baden-Durlach (marcgravi, 1577-1622, †1638)
- Brunsvic-Luneburg:
  - Jordi de Brunsvic-Luneburg (duc, 1636-1641)
  - Jordi Guillem de Brunsvic-Luneburg (duc, 1648-1705)
- Brandenburg:
  - Jordi de Brandenburg-Ansbach, el Piatós (marcgravi, 1515-1543)
  - Jordi Frederic de Brandenburg (duc i corregent, 1578-1603)
  - Jordi Frederic de Brandenburg-Ansbach (marcgravi, 1543-1603)
  - Jordi Guillem de Brandenburg (príncep elector, 1619-1640)
  - Jordi Frederic I de Brandenburg-Ansbach (marcgravi, 1692-1703)
  - Jordi Guillem de Brandenburg-Bayreuth (marcgravi, 1712-1726)
  - Jordi Frederic Carles de Brandenburg-Bayreuth (marcgravi, 1726-1735)
- Clarence:
  - Jordi de Clarence (duc, 1449-1478)
- Dinamarca:
  - Jordi de Dinamarca (duc de Cumberland, 1653-1708)
- Hannover
  - Jordi Guillem de Hannover (príncep, 1915 - 2006)
- Hessen:
  - Jordi I de Hessen (landgravi, 1568-1596)
  - Jordi Cristià de Hessen-Homburg (landgravi, 1669-1671)
  - Jordi Donatus de Hessen-Darmstadt (gran duc, 1902-1937)
- Hohenzollern:
  - Jordi Frederic de Hohenzollern (cap de la casa de Hohenzollern des de 1994)
- Kent:
  - Jordi del Regne Unit (duc i príncep, 1902-1942)
- Liegnitz:
  - Jordi Guillem I de Liegnitz-Brieg-Wohlau (duc, 1672-1675)
- Saxònia:
  - Jordi de Saxònia, el Barbut (duc, 1500-1539)
  - Jordi I de Saxònia-Meiningen (duc, 1782-1803)
  - Jordi de Saxònia-Altenburg (duc, 1848-1853)
- Schaumburg-Lippe:
  - Jordi Guillem de Schaumburg-Lippe (príncep, 1807-1860)
- Schwarzburg-Rudolstadt:
  - Jordi Albert de Schwarzburg-Rudolstadt (príncep, 1869-1890)
- Siebenbürgen:
  - Jordi I Rákóczy (comte de Siebenbürgen, 1630-1648)
- Utrecht:
  - Jordi d'Egmond (comte i bisbe d'Utrecht, 1534-1559)
- Wittelsbach:
  - Jordi de Wittelsbach, el Ric (duc de Baviera-Landshut, 1479-1503)
- Waldburg:
  - Jordi Truchseß de Waldburg-Zeil (governador, 1525-1531)
- Waldeck:
  - Jordi Frederic de Waldeck (príncep, 1682-1692)
  - Jordi I de Waldeck-Pyrmont (príncep, 1812-1813)
  - Jorge Federico Enrique de Waldeck-Pyrmont (príncep, 1813-1845)
  - Jordi Víctor de Waldeck (príncep, 1845-1893)
- Zrinski:
  - Jordi de Zrinski (conte i bane Croàcia, 1622-1626)

### Presidents, primers ministres, polítics i militars
- Jordi Pujol i Soley (expresident de la Generalitat de Catalunya)
- Jorge Montt Alvarez (president de Xile)
- Georges Pompidou (president de la República Francesa)
- George Washington (president dels EUA)
- George H. W. Bush (president dels EUA)
- George W. Bush (president dels EUA)
- David Lloyd George (primer ministre britànic)
- George Patton (general dels EUA)
- George Marshall (general dels EUA, vegeu Pla Marshall)
- Karadjordje (militar serbi)

### Economia i negocis
- Edward George (economista britànic)
- Henry George (economista dels EUA)
- George Soros (home de negocis dels EUA)
- George Westinghouse (home de negocis dels EUA)

### Ciència i tecnologia
- George Eastman (inventor dels EUA)
- George Stephenson (inventor britànic)
- George Boole (matemàtic britànic)
- Georg Cantor (matemàtic alemany)
- Georgius Agricola (científic alemany)

### Filosofia i art
- Jordi de Trebizonda (filòsof grec)
- Georg Wilhelm Friedrich Hegel (filòsof alemany)
- Jorge Santayana (filòsof espanyol)
- Jorge Luis Borges (escriptor argentí)
- Jorge Manrique (escriptor castellà)
- Jorge Guillén (escriptor espanyol)
- Jordi de Sant Jordi (escriptor valencià)
- Stefan George (escriptor alemany)
- Georg Trakl (escriptor alemany)
- George Orwell (escriptor britànic)
- George Bernard Shaw (escriptor britànic)
- George Eliot (escriptora britànica)
- Georges Simenon (escriptor belga)
- Jordi Frederic Haendel (músic alemany)
- Georg Philipp Telemann (músic alemany)
- Georges Bizet (músic francès)
- George Gershwin (músic dels EUA)
- George Harrison (músic britànic)
- Jorge Negrete (cantant mexicà)
- George Clooney (actor dels EUA)
- George Lucas (director de cine dels EUA)
- George Cukor (director de cine dels EUA)

### Esportistes
- George Foreman (boxador)
- Eddie George (jugador de rugbi americà)
- Jordi Sangrà (piragüista olimpic)

### Cantants
- Francine Jordi, nom artístic de Francine Lehmann

### Personatges ficticis
- George Weasley (de Harry Potter)
- Curious George (personatge de còmic)

## Llocs
- Geòrgia (estat independent)
- Geòrgia (EUA)
- Sant Jordi del Baix Maestrat
- Sant Jordi Desvalls
- Sant Jordi (Alfafar)
- Golf de Sant Jordi
- São Jorge (Açores)
- São Jorge (Rio Grande do Sul), Brasil
- George (Iowa), EUA
- George (Washington), EUA
- George County (Mississipi), EUA
- George West (Texas), EUA
- Lake George (Nova York), EUA
- Sankt Georgen (Baden-Württemberg), Alemanya
- Sankt Georgen am Längsee, (Kärnten), Àustria
- San Giorgio su Legnano, (Llombardia), Itàlia
- San Giorgio di Mantova, (Llombardia), Itàlia
- Sankt Georg (Hamburg), Alemanya

## Monuments
- Església de San Giorgio Maggiore, Venècia, Itàlia
- Església de Sankt Georg, Colònia, Alemanya
- Catedral de Sant Jordi, Ferrara, Itàlia
- Moinasterio de Sankt Georg, Reichenau, Alemanya
- Església de Sant Jordi, Salónica, Grècia
- Església de Sant Jordi, Novogrod, Rússia
- Església de Sant Jordi, Alcoi,
- Monument a Sant Jordi, entrada a la Facultat de Belles Arts, Barcelona